# Macaca munzala
O macaco-de-arunachal (Macaca munzala), um primata relativamente grande e amarronzado com uma cauda comparativamente pequena, é um macaco nativo de Arunachal Pradesh no Nordeste da Índia. Esta espécie tem seu nome derivado de munzala, significando macaco da floresta densa, como é conhecido em meio à tribo dos Monpas. Foi descoberta em 1997 pelo primatologista indiano Anwaruddin Choudhury, que acreditava ter descoberto uma nova subespécie de macaco tibetano. A espécie foi somente descrita como tal em 2004, quando um grupo de cientistas da Fundação de Conservação Natural indiana lhe introduziu em um relatório. Esta é a primeira espécie de macaco a ser descoberta a partir de 1903, quando o Macaca pagensis da Indonésia foi descoberto. Em 2011, baseados em observação de variações morfológicas, alguns pesquisadores sugeriram que esta espécie seria melhor tratada como subespécies dos Macaca assamensis.
Em 2006, a espécie também foi encontrada no Butão, onde foi observada e fotografada na área de Trashi Yangshi.

## Descrição

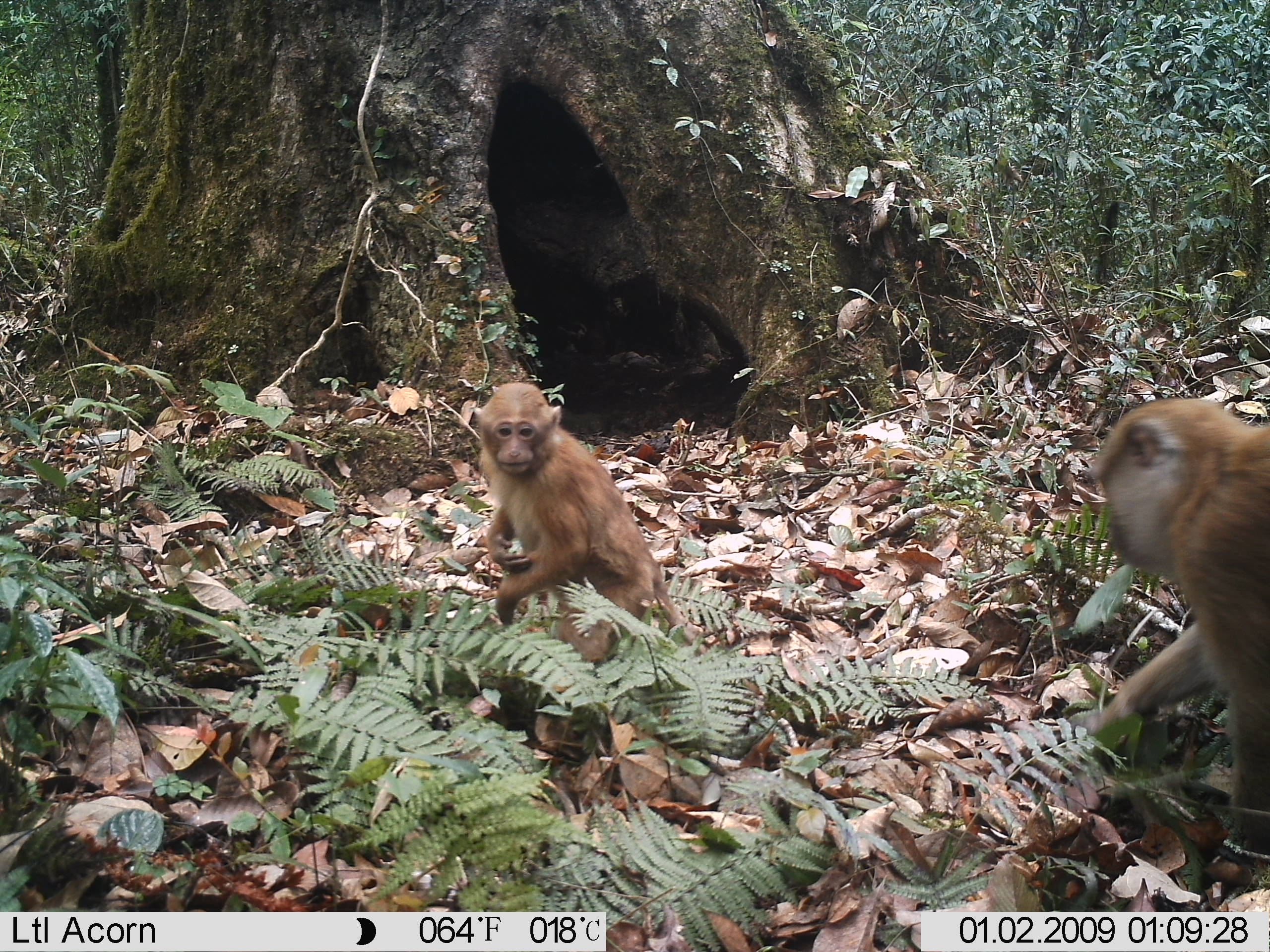
Grupo de macacos de Arunachal em Eaglenest Wildlife Sanctuary, Índia

O macaco de Arunachal tem uma fisionomia compacta e uma face muito escura. Vive em elevadas altitudes, entre 2000 m e 3500 m acima do nível do mar, tornando-se um dos primatas que vivem nas mais elevadas altitudes. Pertence ao grupo de espécies M. sinica, junto aos Macaca assamensis,  macaco tibetano  (M. thibetana), Macaca radiata e Macaca sinica.
Sua aparência física o assemelha aos indivíduos das espécies de Assam  (M. assamensis) e Tibetanos, enquanto geneticamente estão mais relacionados aos Macaca radiata do sul da Índia. Isso se dá por uma provável evolução convergente, pela qual organismos desenvolvem características físicas similares em decorrência de parecida pressão ambiental. No entanto, geneticamente possuem origens diferentes.
Sua condição de espécie não está consolidada e pesquisas futuras podem demonstrar que esta espécie é na verdade uma subespécie de Macaca Assamesis ou Tibetana.

## Ameaças
Esta espécie é severamente perseguida em algumas partes da área de sua distribuição. Os principais motivos são retaliação por parte de populações locais pela destruição de seus produtos agrícolas cultivados.